# Makedonszka Kamenica
Makedonszka Kamenica városa az azonos nevű község székhelye Észak-Macedóniában.

## Népesség
Makedonszka Kamenica városának 2002-ben 5 147 lakosa volt, melyből 5 096 macedón, 20 szerb, 14 cigány, 8 bosnyák és 9 egyéb nemzetiségű.
Makedonszka Kamenica községnek 2002-ben 8 110 lakosa volt, melyből 8 055 macedón (99,3%), 24 szerb, 14 cigány és 17 egyéb nemzetiségű.

## A községhez tartozó települések
- Makedonszka Kamenica
- Dulica
- Koszevica
- Kosztin Dol (Makedonszka Kamenica)
- Lukovica (Makedonszka Kamenica)
- Mostica
- Szasza (Makedonszka Kamenica)
- Todorovci (Makedonszka Kamenica)
- Cera (Makedonszka Kamenica)